# Balduin von Campe
Balduin Gottlieb Joseph August Emil Freiherr von Campe (* 18. Juli 1851 in Hülseburg; † 15. Mai 1921 in Hannover) war ein sächsischer Generalmajor und Kommandeur des Trains.

## Leben
Balduin von Campe wurde 1871 zum Fähnrich beim Ulanen-Regiment „Kaiser Franz Josef von Österreich, König von Ungarn“ (1. Königlich Sächsisches) Nr. 17 ernannt. Am 6. Juli 1871 wurde er noch zum Leutnant befördert. In den weiteren Jahren durchlief er eine gewöhnliche militärische Laufbahn und wurde 1879 unter Beförderung zum Oberleutnant in das 2. Ulanen-Regiment Nr. 18 versetzt. 1883 wurde er zum Rittmeister und Eskadronschef befördert. Im November 1883 gewann er ein Jagdrennen des Großenhainer Parforcejagdclub. Er diente die weiteren Jahre als Eskadronschef im 1. Königlich Sächsischen Husaren-Regiment „König Albert“ Nr. 18 und wurde am 24. Juli 1892 unter Genehmigung seines Abschiedsgesuches und der Erlaubnis zum Tragen der Regimentsuniform zur Disposition gestellt. Er erhielt später noch den Charakter eines Majors und lebte in Nienhagen bei Celle. Im April 1900 wurde er mit dem Ritterkreuz I. Klasse des Albrechtsordens ausgezeichnet. Im Oktober 1900 wurde er Ehrenritter des Johanniterordens. Am 1. April 1901 wurde er Pferdevormusterungskommissar im Landwehr-Bezirk Zwickau. Im April 1905 wurde er in der Armee, nämlich als Kompaniechef im Train-Bataillon Nr. 12, wiederangestellt. Er wurde am 5. Dezember 1905 vom charakterisierten Major zum überzähligen befördert. Am 21. April 1906 wurde er als etatsmäßiger Stabsoffizier in den Stab des Bataillons versetzt. Im September 1907 wurde er zum Bataillonskommandeur des 19. Train-Bataillons ernannt. Am 9. Dezember 1911 wurde er zum Oberstleutnant befördert. 1913 wurde er Kommandeur des Trains. 
Im Mai 1914 wurde er mit dem Ritterkreuz I. Klasse des sächsischen Verdienstordens ausgezeichnet. Nach Ausbruch des Ersten Weltkrieges blieb er zunächst in seiner Eigenschaft und wurde am 25. August 1914 zum Oberst befördert. Er wurde dann Kommandeur des Trains der Etappen-Inspektion der 3. Armee und in dieser Eigenschaft im Dezember 1914 mit dem Offizierskreuz mit Schwertern des Albrechtsordens ausgezeichnet. Am 8. März 1917 wurde er erneut unter Genehmigung seines Abschiedsgesuches zur Disposition gestellt und wurde noch mit dem Charakter eines Generalmajors ausgezeichnet.
Er verlobte sich 1878 in Hamburg mit Mathilde Schröder. Er heiratete sie noch im selben Jahr und bekam 4 Kinder mit ihr.